# Risch算法
里施算法（英語：Risch algorithm），是一个由罗伯特·亨利·里施而得名的計算不定積分（反導函數）的算法。Risch算法可以將積分的問題轉換為代數的問題。Risch算法以要積分函數的形式為基礎，而且配合有理函數、方根、指數及對數函數的積分方式。
Risch在1968年提出此算法，將此算法視為決定性程序，因為此算法可以判定一个函数的不定積分是否为初等函數；若答案是肯定的，算法还可以找出此不定積分。
在基思·格迪斯及Stephen R. Czapor、George LabahnRisch所著的《電腦代数的算法》（Algorithms for Computer Algebra）中將Risch算法加以摘要，篇幅超過一百頁。Risch–Norman算法（得名自 A. C. Norman）在1976年提出，速度較快但威力較小。